# Francis Russell, II conde de Bedford
Francis Russell, II conde de Bedford, KG (c. 1527 - 28 de julio de 1585) de Chenies en Buckinghamshire y de Bedford House en Exeter, Devon, fue un noble, militar y político inglés. Fue padrino del marino Sir Francis Drake. Sirvió como Lord Teniente de Devon (1584-5).

## Primeros años de vida

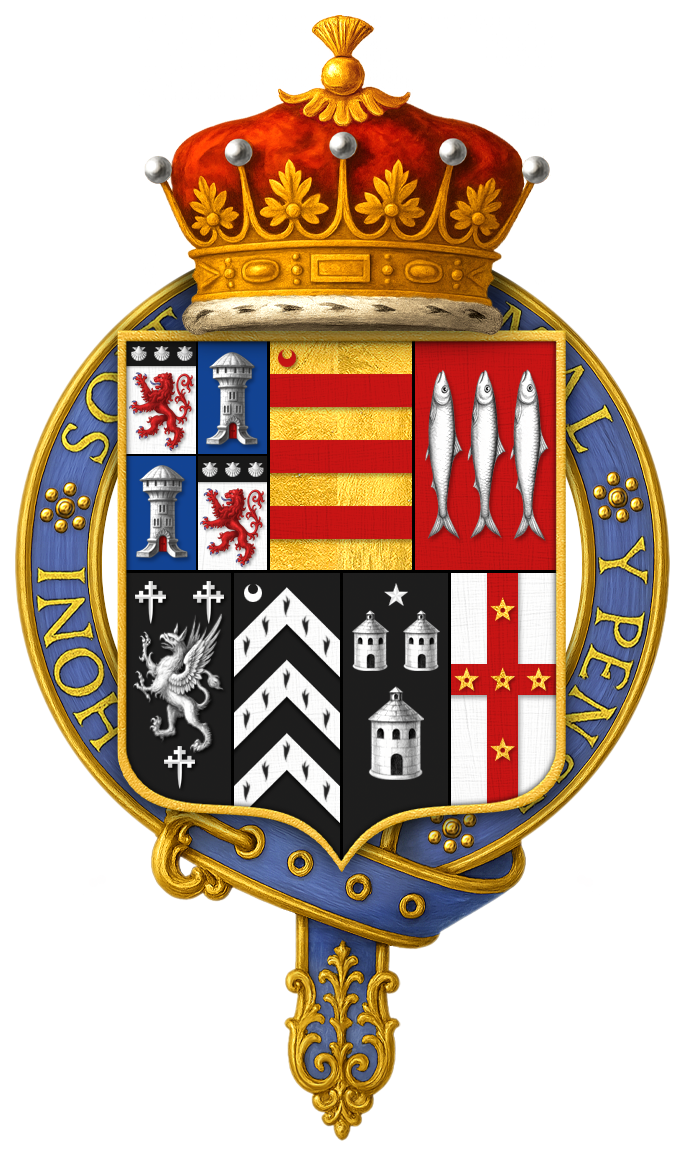
Armas cuarteadas de Sir Francis Russell, segundo conde de Bedford, KG

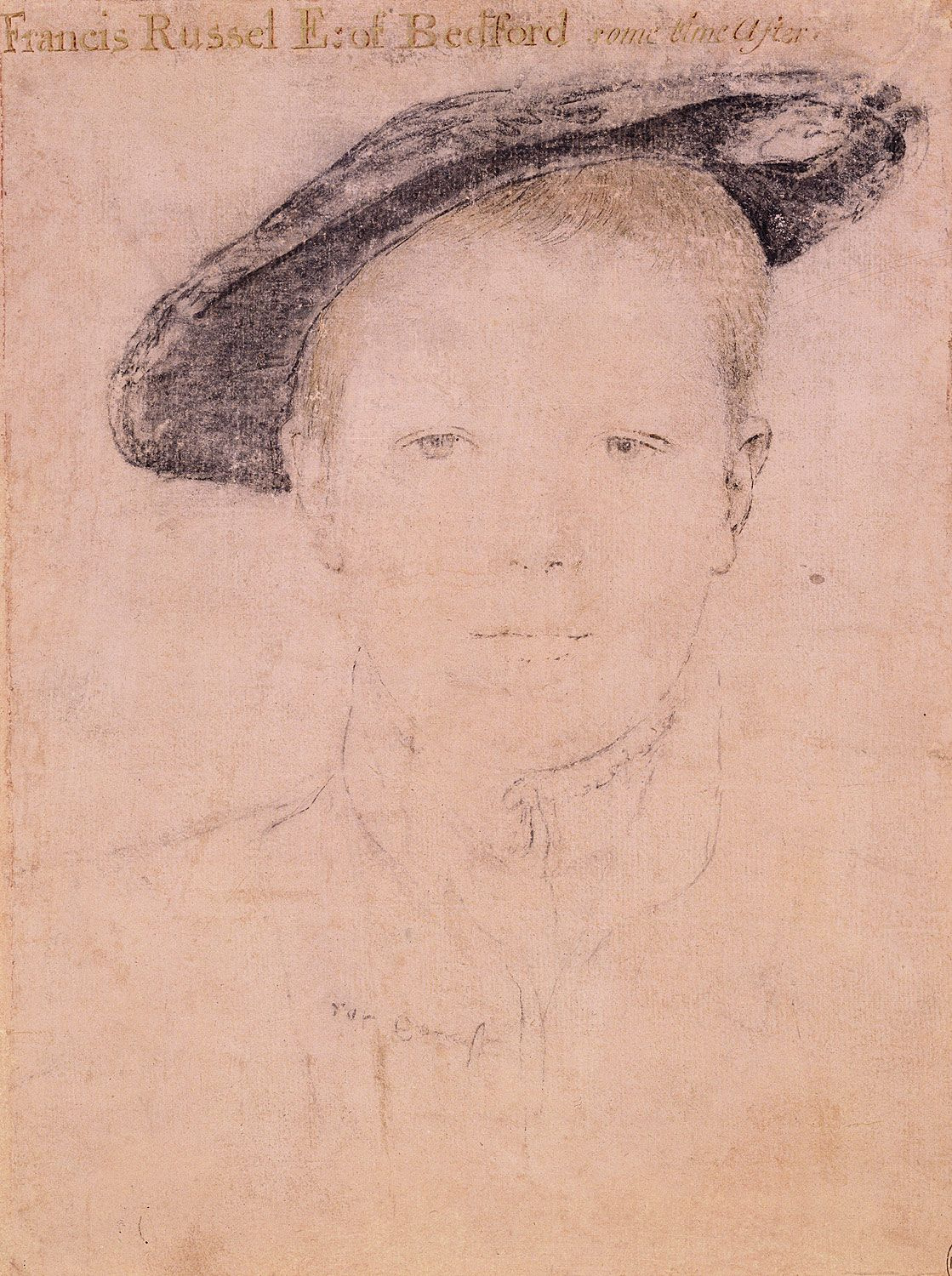
Francis Russell de niño, de Hans Holbein el Joven, dibujo en la Colección Real

Francis era hijo de John Russell, i conde de Bedford y Anne Sapcote. Fue educado en King's Hall, Cambridge y acompañó en la Cámara de los Comunes. Representó a Buckinghamshire en el parlamento en 1545-1547 y 1547-1552. En 1547 fue nombrado Alto Sheriff de Bedfordshire y Buckinghamshire. Ayudó a sofocar el levantamiento en Devon en 1549, y después de que su padre fuera nombrado conde de Bedford en enero de 1550, fue conocido como Lord Russell, ocupando su asiento en la Cámara de los Lores bajo este título en 1552.
Russell simpatizaba con los reformadores con los que coincidía, y estaba en comunicación con Sir Thomas Wyatt; como consecuencia fue encarcelado durante la primera parte del reinado de María. Al ser liberado, visitó Italia y entró en contacto con reformadores extranjeros. Lideró el contingente inglés que luchaba en el bando de Felipe II de España, entonces rey consorte de Inglaterra, en la batalla de San Quintín en 1557. 

## Isabel I
Cuando Isabel I de Inglaterra ascendió al trono en noviembre de 1558, el conde de Bedford, título que Russell había heredado en 1555, se convirtió en una figura activa en la vida pública. Fue nombrado consejero privado y enviado en misiones diplomáticas ante Carlos IX de Francia y María, reina de Escocia.
Entre febrero de 1564 y octubre de 1567 fue gobernador de Berwick y guardián de las Marcas Orientales, actuando como moderador de las negociaciones entre Isabel y María. Bedford representó a Isabel como su embajadora en el bautismo del Príncipe Jacobo el 17 de diciembre de 1566 en el castillo de Stirling, y fue invitado de honor en el banquete. Después del bautismo, el medio hermano de María, Jacobo Estuardo, conde de Moray, lo llevó de visita por Fife. Visitaron St Andrews y Hallyards, una casa de William Kirkcaldy de Grange.
Parece haber sido un Guardián eficaz, pero le irritaba la conducta vacilante y tortuosa de la reina inglesa. Cuando estalló la insurrección del norte en 1569, Bedford fue enviado a Gales y juzgó al duque de Norfolk en 1572.
En 1576 fue presidente del Consejo de Gales. En 1581 fue uno de los encargados de concertar el matrimonio entre Isabel y Francisco de Anjou. Bedford, que fue nombrado Caballero de la Jarretera en 1564, parece haber sido un hombre generoso y popular. Murió en Londres en 1585.

## Vida personal
Su primera esposa fue Margaret (de soltera St John) Gostwick (1533-1562), viuda de Sir John Gostwick. Margaret era tataranieta de Margaret Beauchamp de Bletso. Tuvieron cuatro hijos y tres hijas: 
- Lady Anne Russell (1548-1603), que se casó con Ambrose Dudley, tercer conde de Warwick.[5]
- Henry Russell, barón Russell (1551-1572), que se casó con su hermanastra, Jane Sybilla Morrison de Cashiobury, sin descendencia.[5]
- John Russell, barón Russell ( c. 1553 –1584), que se casó con Elizabeth Hoby, viuda de Sir Thomas Hoby e hija de Sir Anthony Cooke.
- Francis Russell, barón Russell ( c. 1554 –1585), diputado por Northumberland, de 1572 a 1584; capturado en el Raid de Redeswire en 1575,[6] herido de muerte en una refriega en la frontera escocesa, muriendo horas antes que su padre.[7] Se casó con Juliana Foster y tuvo descendencia, incluido Edward Russell, tercer conde de Bedford.[5]
- William Russell, primer barón Russell de Thornhaugh ( c. 1557 –1613), Lord Diputado de Irlanda que se casó con Elizabeth Long, nieta de Sir Richard Long. Tuvieron un hijo, Francis Russell, cuarto conde de Bedford.[5]
- Lady Elizabeth Russell (m. 1605), que se casó con William Bourchier, tercer conde de Bath.[5]
- Lady Margaret Russell (1560-1616), que se casó con George Clifford, tercer conde de Cumberland.[5]

Lady Bedford murió el 27 de agosto de 1562. Bedford se casó con su segunda esposa, Bridget Manners, la condesa viuda de Rutland (m. 1601), el 25 de junio de 1566.
Lord Bedford murió en Londres el 28 de julio de 1585. Fue enterrado en la capilla familiar de la iglesia de San Miguel, junto a Chenies Manor House, la propiedad familiar que había convertido en su hogar principal y donde había recibido a la reina Isabel en 1570. Le sucedió como tercer conde su nieto, Edward Russell (1572-1627), único hijo de Francis Russell, Lord Russell.

### Descendientes
A través de su nieto, Francis Russell, cuarto conde de Bedford (1587-1641), que nació dos años después de la muerte de Lord Bedford en 1585, fue bisabuelo de William Russell (1616-1700), quien se casó con Lady Anne Carr (hija de Robert Carr, primer conde de Somerset ) y se convirtió en el quinto conde de Bedford antes de ser creado duque de Bedford y marqués de Tavistock el 11 de mayo de 1694.